# گمناسای
«گمناسای» (به ژاپنی: ごめんなさい، متاسفم) ترانه‌ای از گروه موسیقی روسی تتو از آلبوم خطرناک و جنبنده می‌باشد.
این ترانه به زبان انگلیسی و در سال ۲۰۰۵ منتشر شد. آهنگساز گمناسای مارتین کیرزنباوم می‌باشد که با رابرت اورتون تهیه‌کنندگی ترانه را بر عهده گرفته‌اند.
در ابتدا گروه تتو نمی‌خواستند که این ترانه به عنوان تک‌آهنگ عرضه شود، اما شرکت اینتراسکوپ رکوردز خواسته تتو را نادیده گرفت و آن را به عنوان تک‌آهنگ عرضه کرد. این جدال موجب شد که این ترانه آخرین ترانه‌ای شود که تتو با اینتراسکوپ رکوردز ضبط می‌کند.

این ترانه در سال ۲۰۰۶ در قالب تک‌آهنگ عرضه شد. گمناسای تصنیف پاپی هست که از عناصر موسیقی الکترونیک تأثیر پذیرفته. در شعر گمناسای اعضای گروه از همدیگر طلب بخشش می‌کنند (گمناسای به زبان ژاپنی به معنای "معذرت می‌خواهم" می‌باشد).
گمناسای نقدهای متفاوتی دریافت کرد. برخی از رسانه‌ها این اثر تتو را جزو برترین آثار آن‌ها دانستند در حالی که برخی رسانه‌ها این اثر را یک تصنیف پاپ معمولی توصیف کردند.
این ترانه در بیشتر کشورها منتشر نشد ولی با این وجود موفقیت متوسطی کسب کرد.

دو نسخه از موزیک ویدئو گمناسای وجود دارد. یکی از نسخه‌ها به صورت انیمیشن می‌باشد و نسخه دیگر به صورت زنده ضبط شده‌است.

## جدول‌های موسیقی
| جدول (۲۰۰۶)                  | بهترین جایگاه |
| ---------------------------- | ------------- |
| اتریش (او۳ تاپ ۴۰ اتریش)     | ۴۷            |
| بلژیک (اولتراتیپ فلاندرز)    | ۱۵            |
| کشورهای مستقل همسود (تاپ‌هیت) | ۷۵            |
| آلمان (جدول‌های رسمی آلمان)   | ۳۰            |